# 卡尔梅克自治州

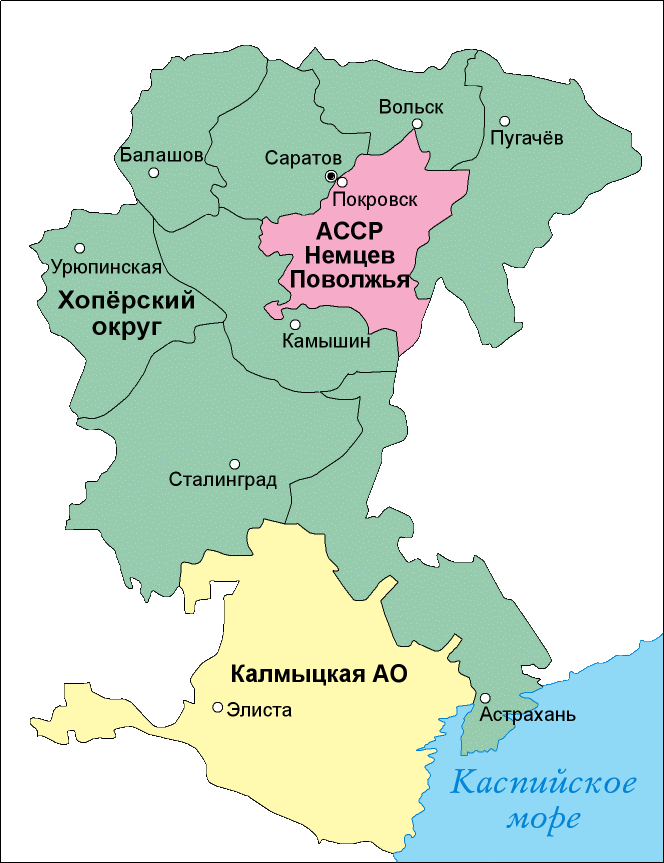
卡尔梅克自治州

卡尔梅克自治州（俄语：Калмыцкая автономная область）是俄罗斯苏维埃联邦社会主义共和国内卡尔梅克人在两个不同时期存在的自治体。首次成立于1920年11月，行政中心是阿斯特拉罕。1928年6月，并入下伏尔加边疆区。1934年1月，下伏尔加边疆区分为萨拉托夫边疆区和斯大林格勒边疆区，卡尔梅克自治州被包括在斯大林格勒边疆区之内。1935年10月，卡尔梅克自治州升级为卡尔梅克苏维埃社会主义自治共和国（1943年废除）。卡尔梅克自治州于1957年1月重新成立，为斯塔夫罗波尔边疆区一部。1958年，升级为卡尔梅克苏维埃社会主义自治共和国，并与斯塔夫罗波尔边疆区分开。